# Jan Smit (paléontologue)
Pour les articles homonymes, voir Smit.
Jan Smit est un paléontologue néerlandais né le 8 avril 1948  à La Haye, aux Pays-Bas. Il est connu pour ses travaux sur l'extinction du Crétacé-Paléogène, qui a mis fin à la période du Crétacé et tué tous les dinosaures terrestres. Il a été l'un des premiers chercheurs à soutenir la croyance désormais prouvée selon laquelle l'impact sur Terre d'un météore géant était responsable de leur disparition.

## Formation
Jan Smit sort de l'Université d'Amsterdam en 1974 avec un master en géologie. En 1981, il obtient son doctorat (cum laude) à la même université. Sa thèse était liée à la théorie de l'extinction par météore, trouvée par Luis et Walter Alvarez, qu'il a assisté dans leurs recherches. Elle était intitulée "Un événement catastrophique à la frontière du Crétacé-Tertiaire".

## Carrière dans la paléontologie
Après avoir obtenu son doctorat, il a participé à plusieurs explorations importantes qui ont permis de faire des découvertes favorables aux avancées de la théorie.
Il a été décrit par le lauréat du prix Nobel Luis W. Alvarez, à l'origine de la théorie, comme "l'un des experts de l'extinction du Crétacé-Paléogène [qui] a étudié plus de sites de l'extinction dans le monde que quiconque". En 2019, il est décrit par le magazine américain New Yorker comme une "référence mondiale" sur l'extinction des dinosaures.

## Carrière dans l'enseignement
Il a travaillé à la Faculté des sciences de la Terre et de la vie de l'Université libre d'Amsterdam de 2003 à 2013 en tant que professeur de stratigraphie événementielle, enseignant et expliquant les changements rapides dans les relevés géologiques, notamment liées aux extinctions de masse.

## Récompenses
En 2016, il a reçu le prestigieux prix Van Waterschoot van der Gracht Penning.